# Afronoserius rauschorum
Afronoserius rauschorum là một loài bọ cánh cứng trong họ Cerambycidae.